# Marxistische economie
De marxistische economie is een stroming in de economische wetenschap, gebaseerd op economische begrippen en methode van Karl Marx. Deze stroming onderzoekt het functioneren van kapitalistische economieën vanuit klassenverhoudingen. Er wordt een onderscheid gemaakt tussen enerzijds degenen die beschikken over de productiemiddelen (kapitalisten) en degenen die voor loon werken (arbeiders). Economische vraagstukken worden onderzocht aan de hand van de verhoudingen tussen deze (en eventueel andere) klassen.
Belangrijke thema's in de marxistische economie zijn de eigendomsverhoudingen, het verdelingsvraagstuk (aan wie komt de winst toe), de rol van technologie in het arbeidsproces en de neiging van kapitalistische economieën om in crisis te geraken. Centraal staat de meerwaardetheorie. Deze stelt dat de opbrengst van ondernemingen tot stand komt door arbeid, die echter structureel onderbetaald wordt.
De marxistische economie geldt binnen de economische wetenschap als een heterodoxe stroming. Ze verschilt van zowel de mainstream-scholen, de neoklassieke en de keynesiaanse economie, omdat ze het kapitalisme niet accepteert als een wenselijk stelsel. Marxisten beschouwen het kapitalisme veeleer als een stelsel met fundamentele weeffouten waarvoor (socialistische) alternatieven moeten worden ontwikkeld. Op de vraag, hoe dit alternatief eruit moet zien en hoe het moet worden verwezenlijkt, biedt de marxistische economische theorie geen eenduidig antwoord; het zwaartepunt ligt op de kritische analyse van de bestaande economische verhoudingen.

## Kernbegrippen

### De kapitalistische productiewijze
Onderwerp van studie in de marxistische economie is de kapitalistische productiewijze: het stelsel waarin goederen (en diensten) geproduceerd worden binnen private ondernemingen, met als primair doel verkoop op de markt. Binnen de kapitalistische productiewijze vinden twee soorten markttransacties plaats:
- Producenten (degenen die de daadwerkelijke productiearbeid verrichten) handelen volgens het schema W–G–W': ze beginnen met waren W die voor hen geen gebruikswaarde hebben (zoals de schoenen die een schoenmaker maakt, maar niet zelf draagt), verkopen die voor geld G, en kopen met dat geld andere waren W' waaraan zij wel behoefte hebben.
- Handelaren en investeerders verrichten transacties van de vorm G–W–G': ze beginnen met geld G en kopen waren W, met als doel die uiteindelijk te verkopen voor een groter geldbedrag G'. Bij industriële productie zijn de gekochte waren W combinaties van productiemiddelen (machines, energie) en arbeidskracht. Geld wordt hier uitgegeven met als doel het vergaren van meer geld, en wordt daardoor kapitaal.

Het andere onderscheidende kenmerk van de kapitalistische productiewijze is dat ook arbeidskracht een koopwaar is, die verhandeld wordt op de arbeidsmarkt. Als deze commodificatie van arbeid ver genoeg is doorgevoerd, zijn de deelnemers aan het economische verkeer in twee klassen te verdelen, op basis van de rol die men speelt in het economische verkeer. De arbeidersklasse wordt gevormd door degenen die voor hun levensonderhoud afhankelijk zijn van de verkoop van de eigen arbeidskracht. De kapitalisten zijn degenen die geld en productiemiddelen in eigendom hebben, en leven van de winst die deze opbrengen.
De begrippen "arbeider", "kapitalist" en "klasse" betekenen hier niet per se hetzelfde als in het dagelijks spraakgebruik; arbeider en kapitalist betekenen ook niet precies hetzelfde als "werknemer" en "werkgever"/"ondernemer". Onder arbeiders vallen niet alleen de degenen die achter een lopende band staan, maar ook sommige zelfstandigen zonder personeel (of met een paar mensen in dienst) kunnen als arbeiders worden aangemerkt als ze voornamelijk van eigen arbeid afhankelijk zijn. Onder kapitalisten worden de investeerders en bankiers verstaan die de (juridische of economische) eigenaars van geld, waren en productiemiddelen zijn, maar ook managers wier beloning voornamelijk afhankelijk is van de winst uit onderneming.

### Waarde, arbeidskracht en meerwaarde
Marx en de meeste van zijn navolgers analyseren de kapitalistische productiewijze vanuit de arbeidswaardetheorie uit de klassieke economie, volgens welke menselijke arbeid waarde schept in het productieproces. Deze waarde is meer bepaald de ruilwaarde (marktwaarde) van het product, gelijkgesteld aan de prijs bij marktevenwicht. In Marx' eenvoudigste model van de kapitalistische onderneming investeert deze een kapitaal c + v, bestaande uit
- het constant kapitaal c, de prijs van grondstoffen en (afschrijving op) machines, en
- het variabel kapitaal v, de loonsom waarvoor de onderneming arbeidskracht koopt.

De naamgeving suggereert dat het variabele kapitaal waarde toevoegt, terwijl de waarde van het constante kapitaal slechts overgedragen wordt op het product. Het constante kapitaal wordt bovendien beschouwd als de vrucht van eerder verrichte arbeid, zodat uiteindelijk alle waarde afkomstig is van arbeid.
De loonsom v is in een 'puur' kapitalisme de reproductiewaarde van arbeidskracht, de kosten om de in het arbeidsproces geleverde arbeidskracht aan te vullen voor een volgende cyclus. Hieronder vallen de kosten van een maatschappelijk acceptabel (naar tijd- en plaatsgebonden maatstaven) levensonderhoud voor de loonarbeider en zijn/haar gezin: de kosten van voeding, kleding, behuizing, onderwijs, enzovoorts. Deze waarde stijgt mee met het algemene beschavingspeil, maar daalt naargelang de productiekosten van de consumptiegoederen afnemen. Er bestaat een spanningsveld tussen de behoefte van de kapitalisten als klasse om de lonen laag te houden, zodat arbeid voor een groot genoeg deel van de bevolking noodzakelijk blijft, en die om een afzetmarkt voor de producten te behouden.
Na afloop van het productieproces heeft de onderneming de beschikking over een nieuw kapitaal ter waarde van c + v + m, belichaamd door het product. Hierbij is m de meerwaarde, de door inzet van arbeidskracht toegevoegde waarde. Worden hiervan de overige kosten, zoals belastingen, afgetrokken, dan kan de rest van de meerwaarde op de markt worden gerealiseerd als winst, die aan de kapitaalverschaffer toevalt.
De efficiëntie van het productieproces wordt uitgedrukt als de meerwaardevoet, m/v, ook aangeduid als de uitbuitingsgraad. Deze kan verhoogd worden door de werkdag te verlengen (zonder het loon te verhogen), door de productiviteit van arbeid op te voeren of door de kosten van levensonderhoud te verlagen, dit laatste onder de aanname dat de prijs van arbeid bepaald wordt door de levensstandaard.

### Accumulatie en concurrentie
Door toe-eigening en herinvestering van de meerwaarde treedt kapitaalaccumulatie op: de bezitter van kapitaal probeert zijn kapitaal te vergroten. De noodzaak hiertoe is gelegen in de concurrentie die op kapitalistische markten optreedt. Een onderneming die voldoende investeert, verkrijgt een schaalvoordeel of kan zich een technologisch voordeel veroorloven, waardoor ze goedkoper kan produceren en extra meerwaarde verkrijgt. Op de markt zal de onderneming voor een prijs net onder de marktprijs willen verkopen, waarmee een deel van de extra meerwaarde/winst teniet wordt gedaan maar het product beter verkoopt dan dat van de (gemiddelde) concurrent.
De concurrent is dan gedwongen te volgen, wil deze niet het risico op verlaagde winsten en (in het ergste geval) faillissement lopen. Op deze manier vormt de concurrentie een "ijzeren wet": niet de individuele ondernemingszin, of zelfs hebzucht, maar een economische wetmatigheid maakt het noodzakelijk om alsmaar meer kapitaal te vergaren en in te zetten. De kapitalistische productiewijze wordt dan ook bezien als een systeem van onvrijheid voor zowel de kapitalist als de arbeider, en tevens als historisch uniek, omdat in dit stelsel niet geproduceerd wordt om de gebruikswaarde maar om de marktwaarde van de goederen.
Daarnaast voorspelde Marx dat voortschrijdende accumulatie een neiging tot concentratie en centralisatie herbergde, oftewel monopolievorming. Deze stelling werd verder ontwikkeld door Rudolf Hilferding in Das Finanzkapital (1910).

### Crisistheorie
Marx' hoofdwerk Het Kapitaal biedt geen uitgewerkte theorie van het ontstaan en verloop van economische crises, terwijl de neiging van kapitalistische economieën om in crisis te geraken wel op diverse punten wordt benadrukt. De marxistische economie verwerpt dan ook de voorstelling van het kapitalisme als een systeem dat van nature in evenwicht is en alleen uit dat evenwicht gebracht wordt door exogene schokken, zoals de algemene evenwichtstheorie wil. Op het gebied van de crisistheorie zijn de marxistische economen ruwweg in twee scholen te verdelen: die rond de onderconsumptietheorie en die rond de wet van de dalende winstvoet.
De onderconsumptieschool verklaart crises vanuit het gebrek aan evenwicht tussen accumulatie en consumptie. Op de lange termijn, zo wordt betoogd, leidt accumulatie tot een overproductie van consumptiegoederen waarnaar onvoldoende effectieve vraag bestaat. De werkende klassen hebben niet voldoende koopkracht om deze af te nemen; hoewel hun loonsom kan stijgen, zal deze geen tred houden met de investeringen in mechanisering. Anderzijds zullen de kapitalisten, naarmate de accumulatie vordert, een steeds kleinere consumptiequote hebben. Het eindresultaat is een situatie van overproductie en onderconsumptie, tenzij het kapitaal in staat is nieuwe afzetmarkten te creëren. Dit laatste wordt gekoppeld aan de theorie van imperialisme, dat gezien wordt als de gewapende verovering van nieuwe afzetmarkten, maar ook aan technische verandering, die vraag naar nieuwe consumptiegoederen (zoals in de twintigste eeuw de auto) en nieuwe, arbeidsintensieve bedrijfstakken kan scheppen.
De andere school verwerpt de onderconsumptietheorie, onder andere op grond van Marx' schema van reproductie op grotere schaal, het eerste economische model dat een gebalanceerd groeiende economie wist te beschrijven. In plaats van onderconsumptie wordt de wet van de dalende winstvoet aangewezen als de uiteindelijke oorzaak van grote crises. Deze wet stelt dat de concurrentiedruk om steeds goedkoper te produceren ten koste gaat van de winstgevendheid. Daardoor ontstaan crises, die het kapitaal dwingen om zich te herorganiseren: langs keynesiaanse lijnen na de depressie van de jaren 30, door 'globalisering' (verplaatsing van productie naar lagelonenlanden, vrijhandel, vrij verkeer van kapitaal) na de stagflatiecrisis van de jaren 70 en op een nog onbekende wijze na de kredietcrisis van 2007.

## Geschiedenis
De marxistische economie vindt haar oorsprong in het werk van Karl Marx (1818-1883). Deze was opgeleid als filosoof en aanvankelijk vooral actief als journalist en communistisch activist, maar wendde zijn aandacht vanaf midden jaren 1840 naar de economie. Marx' eerste geschriften over dit onderwerp waren de Parijse manuscripten van 1844, die tot 1932 ongepubliceerd bleven. In 1859 verscheen zijn eerste uitgave over het onderwerp, Zur Kritik der Politischen Ökonomie ([bijdrage] tot de kritiek van de politieke economie). Dit werd gevolgd door zijn hoofdwerk, Het Kapitaal, waarvan het eerste deel in 1867 verscheen, de latere delen postuum (verzorgd door Friedrich Engels en Karl Kautsky). Het Kapitaal bouwt voort op de werken van de klassieke economen, met name Smith en Ricardo. Aan het eind van de eeuw waren Marx' ideeën, gebundeld en uitgebreid in het marxisme, een voorname denkstroming in Europa geworden, mede door de koppeling met de sociaaldemocratie.
In de eerste generaties na Marx gelden onder anderen Michaïl Toegan-Baranovski, Otto Bauer, Rudolf Hilferding en Rosa Luxemburg als originele marxistische economen. Toegan-Baranovski gebruikte Marx' reproductieschema in zijn analyse van conjunctuurgolven en beïnvloedde daarmee Joseph Schumpeter, John Maynard Keynes en Wassily Leontief. De overige drie zijn vooral bekend om hun analyse van 'financieel kapitalisme,' of monopoliekapitalisme, waarin economieën werden gedomineerd door monopolies, kartels en financiële belangen. Vooral Hilferding had sterke invloed op Lenin, die zelf weinig origineel was op economisch vlak, maar wiens boek Imperialisme in de Sovjet-Unie kwam te gelden als het "laatste woord" op het gebied van het monopoliekapitalisme. Onder het stalinisme was origineel (economisch) denken vrijwel uitgesloten, terwijl in het westen de neoklassieke economie sinds de jaren 1870 de dominante denkrichting was geworden.
Na de beurskrach van 1929 en de crisis van de jaren 30 vond in het kapitalistische westen een omslag plaats in de richting van de keynesiaanse economie, die een macro-economisch antwoord had op de crisis: het kapitalisme kon stabiel gehouden worden door overheidsingrijpen, gericht op het instandhouden van effectieve vraag. De principes van deze nieuwe school werden gelijktijdig vanuit de marxistische traditie ontwikkeld door Michał Kalecki, die uit het werk van Luxemburg putte en een microtheorie van monopolistische firma's hanteerde. Keynes, die nu als de belangrijkste westerse econoom gold, had Marx gelezen, maar naar eigen zeggen niets bruikbaars in diens werk gevonden; wel kwam hij diverse malen tot vrijwel dezelfde conclusies. Op politiek vlak was Keynes' inspiratie eerder conservatief dan radicaal: in tegenstelling tot de marxisten wilde hij het kapitalisme behouden, niet vervangen door een socialistische ordening. Hoe de invloed van Marx op Keynes precies verliep, is al sinds de jaren 30 onderwerp van discussie. De marxistische economie zelf raakte in de vergetelheid tot Keynes' collega Joan Robinson die in 1942 opnieuw onder de aandacht bracht.
Vanaf midden jaren 60 kreeg de marxistische economie een nieuwe impuls van Nieuw Linkse denkers. Het werk van Kalecki werd voortgezet door de Amerikanen Paul Baran en Paul Sweezy, vooral in Monopoly Capital (1966). Vanaf de jaren 70 is er meer aandacht voor de rol van de financiële sector binnen het kapitalisme, bij onder anderen Ernest Mandel en de geograaf David Harvey. Een analytische stroming probeert het marxisme op een nieuwe leest te schoeien, wat voor de economische theorie betekent dat de arbeidswaardeleer verruild wordt voor de rationelekeuzetheorie. Na het uiteenvallen van de Sovjet-Unie zakte de aandacht voor Marx binnen de wetenschap in en verdween hij uit de economiecurricula. De kredietcrisis van 2008 heeft echter een zekere opleving veroorzaakt.